# Barbara Klemm
Barbara Klemm (Münster, 27 de diciembre de 1939) es una fotógrafa alemana que se ha destacado por sus trabajos de periodismo gráfico.

## Biografía
Estudió en un estudio fotográfico de Karlsruhe; en 1959 empezó a trabajar en el periódico Frankfurter Allgemeine Zeitung en el laboratorio fotográfico y desde 1970 como fotógrafa especializada en cultura y política. Entre sus fotografías más relevantes se encuentra la que realizó en 1973 a Leonid Brézhnev con Willy Brandt. Su trabajo en esta publicación se ha mantenido hasta 2004 que se jubiló.
También ha realizado gran cantidad de retratos, como el realizado a su padre, el pintor Fritz Klemm, en 1968, o a personas del mundo del espectáculo y las artes como George Segal en 1971 o Peter Handke en 1973.
A lo largo de su carrera ha recibido diversos reconocimientos y premios entre los que figura el premio Erich Salomon en 1989. Desde 1992 es miembro de la Academia de artes de Berlín - Brandeburgo. También ha realizado numerosas exposiciones, entre ellas una retrospectiva en 1999 en Berlín, o la titulada Barbara Klemm: Strassen Bilder (Barbara Klemm: Imágenes de las calles) realizada en 2009 en Fráncfort. En 2010 recibió el premio Max Beckmann.